# Seifhennersdorf
Seifhennersdorf (oberlausitzisch: Seifhennerschdurf, auch Seifhennaschdurf; obersorbisch Wodowe Hendrichecy) ist eine sächsische Landstadt im Landkreis Görlitz. Sie liegt im Süden der Oberlausitz in den Tälern der Mandau und des Leutersdorfer Wassers, direkt an der Grenze zu Tschechien.

## Ortslagen
Neben dem sich entlang der Mandau erstreckenden Niederhennersdorf sind die im Tale des Leutersdorfer Wassers gelegenen Ansiedlungen Seifen und Scheibe zu einem Ort zusammengewachsen, ebenso wie die unterhalb der Einmündung des Baches im Mandautal befindlichen Häuser der Läuterau. Unmittelbar an der böhmischen Grenze bei Varnsdorf (deutsch Warnsdorf) liegt die Ortslage Halbendorf.

## Geschichte

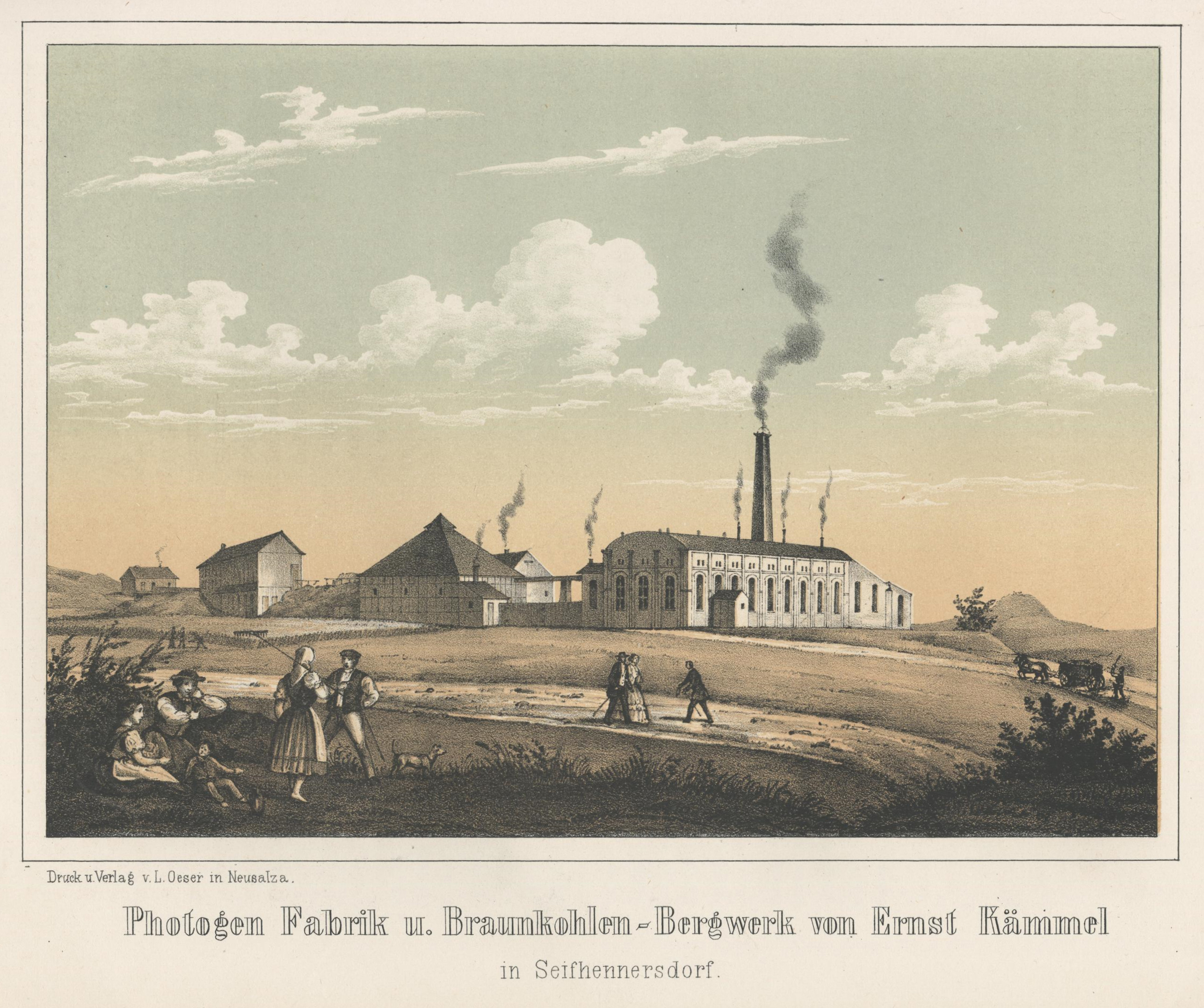
Photogen Fabrik und Braunkohlen-Bergwerk von Ernst Kämmel in Seifhennersdorf

Der Ort Seifhennersdorf entstand nach 1250 und wurde vermutlich von mainfränkischen Bauern als Waldhufendorf gegründet. Das 1352 erstmals erwähnte Dorf, das im 14. Jahrhundert als „Henrych“, „Heinrichstorph“ bzw. „Henricivilla“ bezeichnet wurde, war Teil der Herrschaft Tollenstein. 1584 wurde das Niederdorf („Niederhennersdorf sammt den Seiffen“) durch den Stadtrat der Stadt Zittau für 16.000 Taler und 100 ungarische Gulden aufgekauft, während das Oberdorf („Oberhennersdorf“, heute Horní Jindřichov) im Besitz der Tollensteiner verblieb. Das reine Bauerndorf entwickelte sich zu einem Weberdorf. In der Umgebung entstanden seit dem 17. Jahrhundert kleinere Ansiedlungen böhmischer Exulanten. Zwischen 1780 und 1800 entstand der heutige Ortsname Seifhennersdorf. Im Nordosten des Ortes befand sich der „Große Teich“, in dem bis zu seinem Bruch im Jahr 1803 das Leutersdorfer Wasser gestaut wurde.
Besonders ab Mitte des 18. Jahrhunderts wurden die ortstypischen Umgebindehäuser gebaut, die heute zum Teil unter Denkmalschutz stehen.
Zwischen 1796 und 1798 entstand nach Plänen des Baumeisters Carl Christian Eschke an Stelle der alten Dorfkirche ein neuer Kirchenbau. Die im klassizistischen Stil errichtete Kreuzkirche bot 2450 Menschen Platz, der Kirchensaal war mit drei umlaufenden Emporen umbaut.

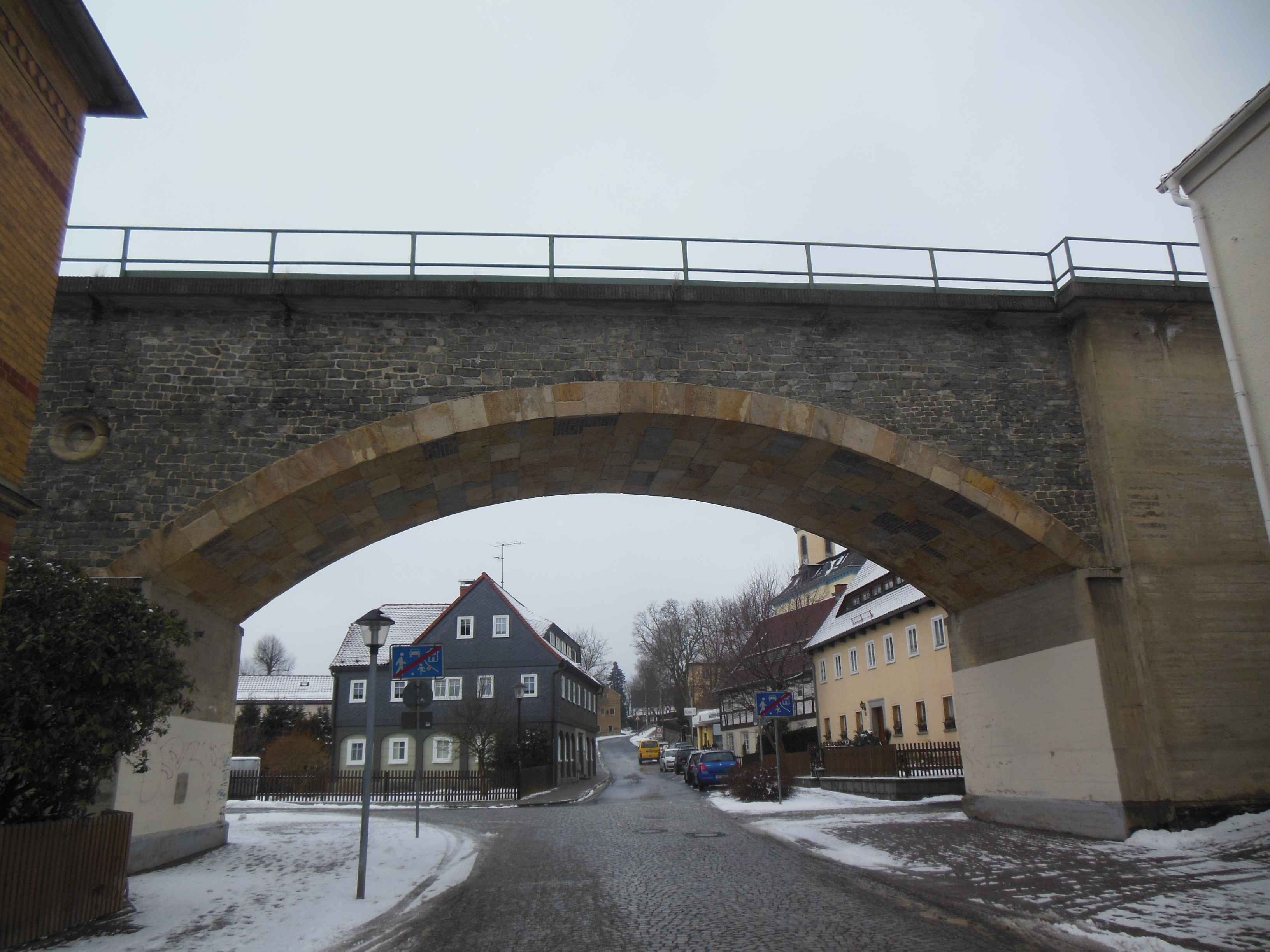
Eisenbahnviadukt an der Rumburger Straße

In der zweiten Hälfte des 19. Jahrhunderts entstanden bekannte Webereien, die Konfektionsbetriebe und die „Große Schneiderei“, die Maschinenfabrik, die Holzschuh- und Pantoffelfabrik sowie andere Industriezweige. In der Mitte des 19. Jahrhunderts wurden kleinere Braunkohlenlagerstätten erschlossen. Neben dem „Schwarzkohlenwerk am großen Teich“ befand sich in der Läuterau die „Einigkeitszeche“ und bei Halbendorf die „Heilige Dreifaltigkeit Zeche“. Letztere beide wurden von den Kaufleuten Gebr. Wehnert aus Warnsdorf betrieben. Am Richterberg begann zum Ende des 19. Jahrhunderts der Abbau von Polierschiefer. 1874 erhielt Seifhennersdorf einen Eisenbahnanschluss nach Eibau, der Streckenschluss nach Zittau erfolgte erst 1876.
Der Bau der genannten Fabriken, des Bahnhofs, des 190 m langen Viadukts, neuer Schulen und Straßen sowie des Gas- und Wasserwerks veränderte das Ortsbild nach 1870 merklich. Im Jahre 1900 existierten 78 Bauerngüter in Seifhennersdorf. 1903 erfolgte die endgültige Einstellung des Kohlenabbaus.

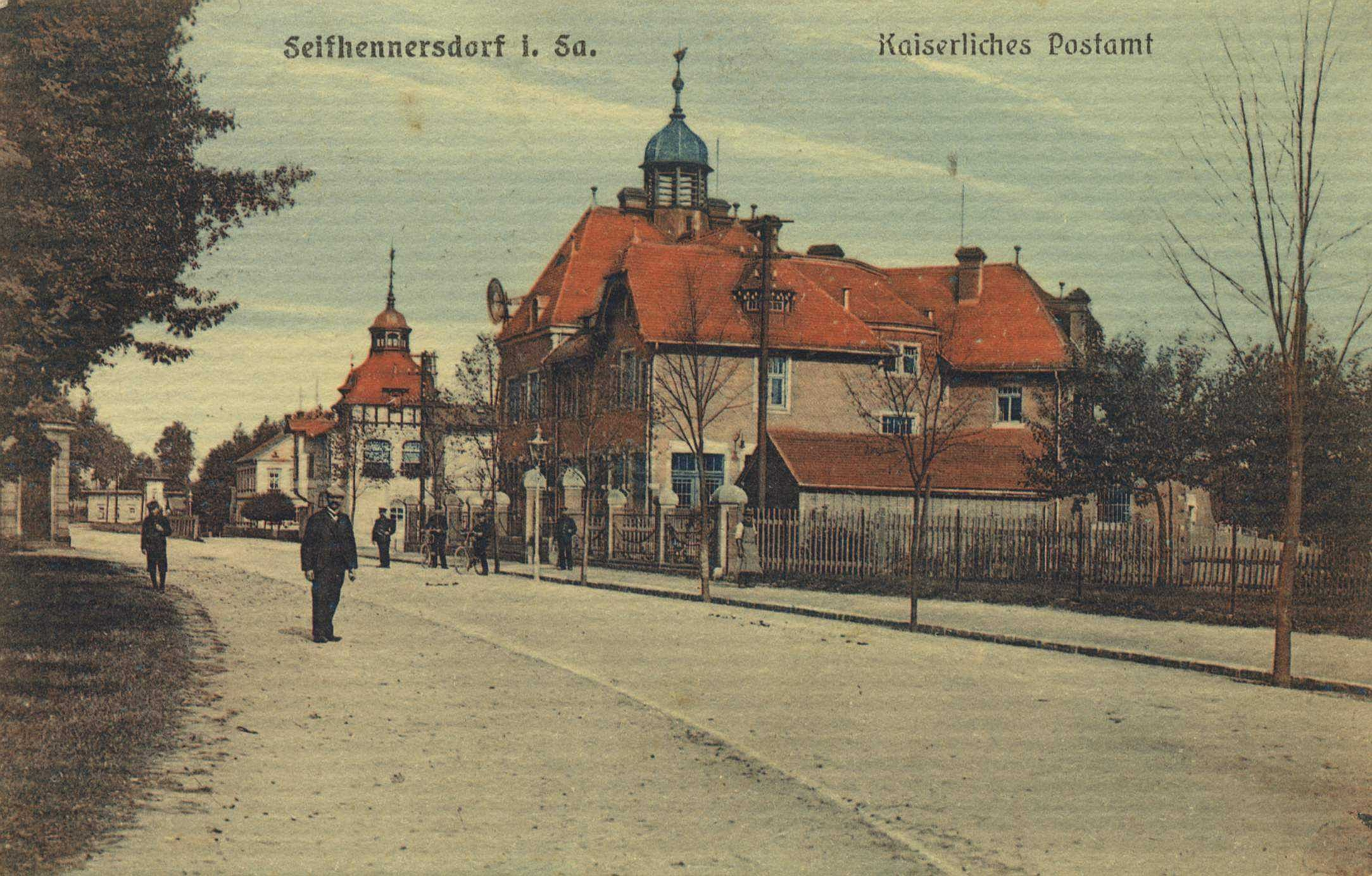
Kaiserliches Postamt in Seifhennersdorf 1910

1911 baute die Leipziger Pianoforte-Fabrik Gebr. Zimmermann AG ein Zweigwerk in Seifhennersdorf, das 1992 von der C. Bechstein Pianofortefabrik übernommen wurde. Bechstein hat seine deutsche Produktion dorthin verlagert.
1925 wurde in Nachbarschaft der Kreuzkirche ein neues Rathaus errichtet. In der Nacht vom 22. zum 23. März 1935 brannte die Kreuzkirche aus. Der Wiederaufbau konnte bereits 1936 abgeschlossen werden. An Stelle der vernichteten Innenausstattung gestaltete der Architekt Richard Schiffner aus Zittau das Kircheninnere neu.

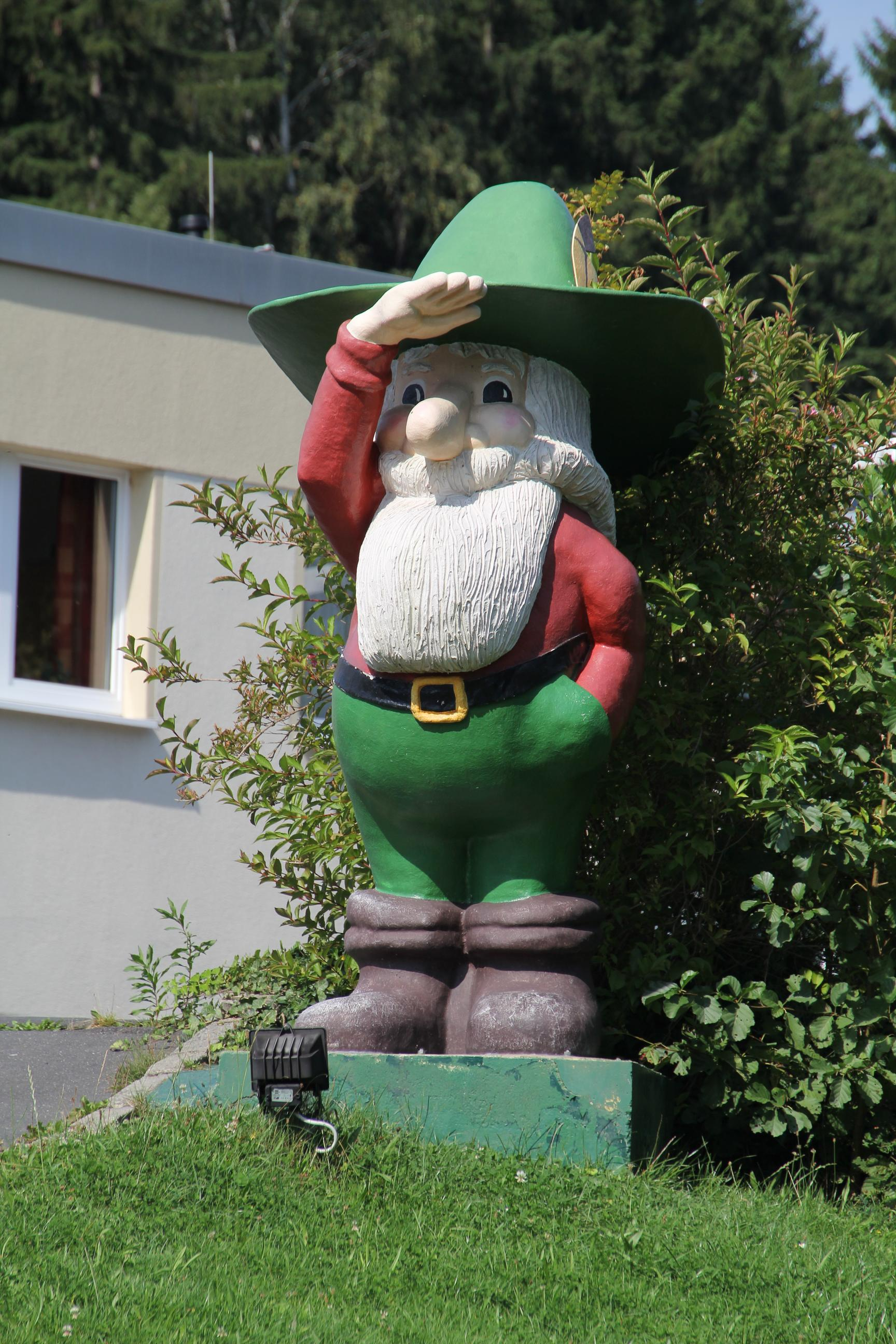
Maskottchen des Querxenlands Seifhennersdorf

Während des Zweiten Weltkrieges blieb Seifhennersdorf weitgehend von Kampfhandlungen und damit einhergehenden Zerstörungen verschont.
Von Januar 1944 bis 16. März 1945 existierte im Ort ein Außenlager des KZ Flossenbürg, dessen 30 Häftlinge Zwangsarbeit für die Waffen-SS verrichten mussten.
Zum Kriegsende am 8. Mai 1945 befanden sich die sowjetischen Streitkräfte im Neugersdorfer Wald und konnten somit am darauf folgenden Tag den Ort kampflos besetzen.
1950 wurde nahe dem Waldbad Silberteich das Zentrale Pionierzeltlager „Rosa Luxemburg“, das heutige KiEZ „Querxenland“, errichtet. 1956 erfolgte die Umgemeindung der Folge einschließlich der Hälfte des Großen Teiches nach Leutersdorf.
Im Jahr 1974 erhielt Seifhennersdorf das Stadtrecht. Am 30. August 2009 lehnten die Bewohner der Stadt die für 2011 vorgesehene Gründung einer Stadt Oberland als Zusammenschluss mit Neugersdorf und Ebersbach/Sa. mit einer Mehrheit von 65 % ab.

C. Bechstein Pianofortefabrik

Seit dem Mauerfall (Ende 1989) hat der Ort etwa 40 Prozent seiner Einwohner verloren. Eine Kleider- und eine Schuhfabrik stellten ihre Produktion ein; größter Arbeitgeber ist (Stand 2012) die C. Bechstein Pianofortefabrik, ein Klavierbauer. Der ehemalige Kretscham wurde 2011 abgerissen.

### Ortsnamenformen
- Seifhennersdorf:
1352: Henrici villa apud Romberch, 1358: Heinrichstorf, 1384: Henricivilla prope Romberg, 1402: im Seiffen, in den Seyffen zu Heinrichsdorff, 1447: Heynerstorff am Seyffe, 1483: Hennersdorff im Seiffenn, 1584: Niederhennersdorf sammt den Seiffen, 1657: Hennersdorf in Seiffen, 1836: Seifhennersdorf
- Ortsteil Halbendorf:
1566: Klein Hennerßdorf, 1696: Halbendorf, 1719: das halbe Dorf, 1805: das Halbedorf, 1899: Halbendorf

### Verwaltungszugehörigkeit
1777: Bautzener Kreis, 1843: Landgerichtsbezirk Löbau, 1856: Gerichtsamt Großschönau, 1874: Amtshauptmannschaft Zittau, 1939: Landkreis Zittau, 1952: Kreis Zittau, 1994: Landkreis Löbau-Zittau, 2008: Landkreis Görlitz

### Einwohnerentwicklung
Im Jahr 1777 wurden gezählt: 71 besessene Mann, 124 Gärtner, 309 Häusler. Für spätere Jahre liegen folgende Zahlen vor:
| Jahr | Einwohner |
| ---- | --------- |
| 1834 | 5107      |
| 1871 | 6309      |
| 1890 | 6998      |
| 1910 | 8116      |
| 1925 | 8143      |
| 1939 | 7850      |
| 1946 | 9181      |

| Jahr | Einwohner |
| ---- | --------- |
| 1950 | 9508      |
| 1964 | 8670      |
| 1990 | 6874      |
| 2000 | 5241      |
| 2009 | 4300      |
| 2012 | 3935      |
| 2013 | 3883      |

## Politik

### Stadtrat
Die vergangenen sieben Kommunalwahlen führten jeweils zu folgenden Ergebnissen:
| Partei          | 1994 | 1994  | 1999 | 1999  | 2004 | 2004  | 2009 | 2009  | 2014*  | 2014*  | 2019   | 2019   |        | 2024   | 2024 | Stadtrat ab 2024Insgesamt 14 Sitze - GfS: 8 - UBS: 3 - CDU: 3 |
| Partei          | %    | Sitze | %    | Sitze | %    | Sitze | %    | Sitze | %      | Sitze  | %      | Sitze  | %      | Sitze  |      | Stadtrat ab 2024Insgesamt 14 Sitze - GfS: 8 - UBS: 3 - CDU: 3 |
| WV GfS**        | –    | –     | –    | –     | –    | –     | –    | –     | –      | –      | –      | –      | 56,1   | 8      |      | Stadtrat ab 2024Insgesamt 14 Sitze - GfS: 8 - UBS: 3 - CDU: 3 |
| CDU             | 42,5 | 7     | 46,2 | 8     | 33,3 | 5     | 23,9 | 3     | 44,3   | 7      | 34,7   | 5      | 23,7   | 3      |      | Stadtrat ab 2024Insgesamt 14 Sitze - GfS: 8 - UBS: 3 - CDU: 3 |
| UBS             | 31,1 | 5     | 24,4 | 4     | 45,1 | 6     | 63,1 | 9     | 30,4   | 4      | 52,2   | 8      | 20,2   | 3      |      | Stadtrat ab 2024Insgesamt 14 Sitze - GfS: 8 - UBS: 3 - CDU: 3 |
| PDS/Linke       | 11,9 | 2     | 15,1 | 2     | 14,3 | 2     | 13,0 | 2     | 25,3   | 3      | 7,2    | 1      | –      | –      |      | Stadtrat ab 2024Insgesamt 14 Sitze - GfS: 8 - UBS: 3 - CDU: 3 |
| SGS             | –    | –     | –    | –     | –    | –     | –    | –     | –      | –      | 5,8    | 0      | –      | –      |      | Stadtrat ab 2024Insgesamt 14 Sitze - GfS: 8 - UBS: 3 - CDU: 3 |
| SPD             | 6,3  | 1     | 10,3 | 2     | 7,2  | 1     | –    | –     | –      | –      | –      | –      | –      | –      |      | Stadtrat ab 2024Insgesamt 14 Sitze - GfS: 8 - UBS: 3 - CDU: 3 |
| FDP             | 8,2  | 1     | 4,1  | 0     | –    | –     | –    | –     | –      | –      | –      | –      | –      | –      |      | Stadtrat ab 2024Insgesamt 14 Sitze - GfS: 8 - UBS: 3 - CDU: 3 |
| Wahlbeteiligung | ?    | ?     | ?    | ?     | ?    | ?     | ?    | ?     | 48,6 % | 48,6 % | 60,7 % | 60,7 % | 65,7 % | 65,7 % |      | Stadtrat ab 2024Insgesamt 14 Sitze - GfS: 8 - UBS: 3 - CDU: 3 |

* Die Kommunalwahl am 25. Mai 2014 führte zu folgender Verteilung der 14 Sitze im Stadtrat: UBS: 5 Sitze, CDU: 6 Sitze und LINKE: 3 Sitze. Die Wahl vom 25. Mai 2014 wurde vom Landratsamt für ungültig erklärt. Die am 9. November 2014 durchgeführte Wahl ergab dann schließlich folgende Sitzverteilung: UBS 4 Sitze, CDU 7 Sitze und LINKE 3 Sitze.
** Wählervereinigung Gemeinsam für Seifhennersdorf

### Bürgermeister
- 1994 – 1998: Norbert Pientka (parteilos)
- 1998 – 2001: Christoph Lommatzsch (CDU)
- 2002 – 2023: Karin Berndt (UBS)
- seit 2023: Mandy Gubsch (Wählervereinigung „Gemeinsam für Seifhennersdorf“)

| Wahl | Bürgermeister | Vorschlag | Wahlergebnis (in %) |
| ---- | ------------- | --------- | ------------------- |
| 2023 | Mandy Gubsch  | GfS       | 64,4                |
| 2016 | Karin Berndt  | UBS       | 54,0                |
| 2009 | Karin Berndt  | UBS       | 92,8                |
| 2002 | Karin Berndt  | UBS       | 62,2                |

### Wappen
Der Adler heraldisch rechts oben weist auf die ehemalige Zugehörigkeit Seifhennersdorf zu Zittau hin. Die Waage links oben steht als Symbol für die Gerechtigkeit. Die Spindel rechts unten bezeugt die ansässige Textilindustrie und die Eichenknüppel links unten erinnern an den ehemaligen böhmischen Grundherrn Hronovice. Das S im Zentrum steht für den Ortsnamen.

### Partnergemeinden
- Świeradów-Zdrój, Polen
- Gaimersheim, Deutschland
- Udvari, Ungarn
- Ünye, Türkei

## Verkehr

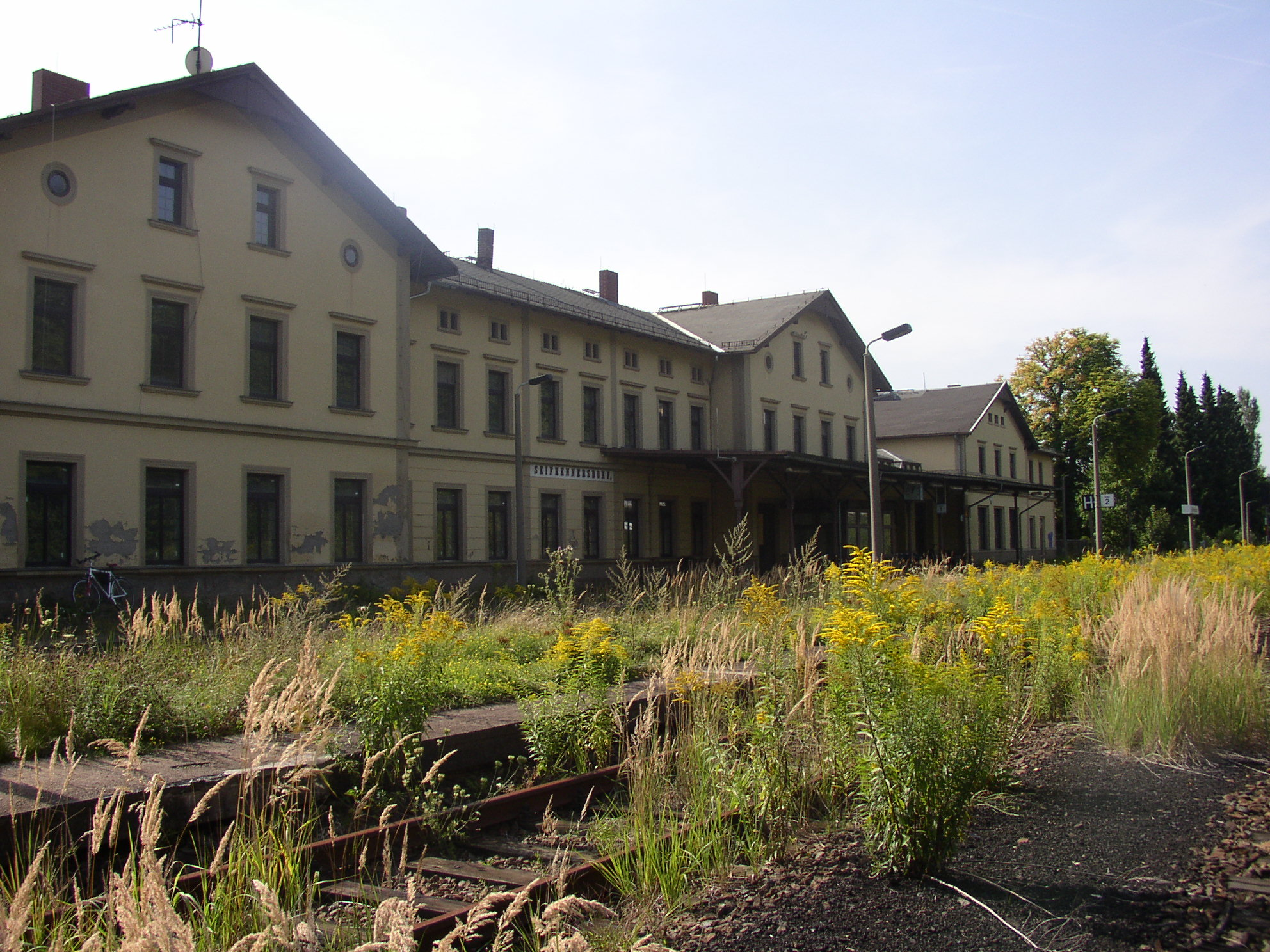
Altes Bahnhofsgebäude

Seifhennersdorf hat einen Bahnhof an der Bahnstrecke Mittelherwigsdorf–Varnsdorf–Eibau. Der Zugverkehr im Abschnitt nach Eibau wurde bereits 2006 eingestellt.
Heute bildet der Bahnhof Seifhennersdorf den Endpunkt der internationalen Reisezüge aus Liberec, Zittau und Varnsdorf.
Im Jahr 2011 wurde ein Bahnersatzhalt vor dem Bahnübergang aus Richtung Varnsdorf errichtet, da die Züge durch den Abbau der Schrankenanlage in der Nordstraße nicht mehr in den Seifhennersdorfer Bahnhof einfahren durften. Durch Errichtung dieses Ersatzhaltes konnte der Schienenersatzverkehr zwischen Varnsdorf und Seifhennersdorf beendet werden. Von März 2015 bis Juni 2023 verkehrten jedoch keine Züge, alle Züge enden am letzten Bahnhalt vor der Infrastrukturgrenze (Varnsdorf pivovar Kocour). Zwischen diesem Halt und Seifhennersdorf pendelte anstelle des Zuges ein Kleinbus mit eingeschränkter Kapazität, bis im Juni 2023 nach Sicherung eines Bahnübergangs die Wiederaufnahme des Bahnverkehrs zustande kam.
Durch die KVG Dreiländereck bestehen Busverbindungen mit den Linien +30 und 37 sowie den Sonderlinien S37 und S38 nach Löbau, Neugersdorf und Herrnhut, das tschechische Unternehmen Autobusy Karlovy Vary betreibt die Linie 409 (DÚK) Varnsdorf–Seifhennersdorf–Rumburk–Velký Šenov/Dolní Poustevna.
Außerdem gibt es zwei Grenzübergänge zu den Nachbarstädten Rumburk (Rumburg) und Varnsdorf (Warnsdorf).

## Kultur und Sehenswürdigkeiten

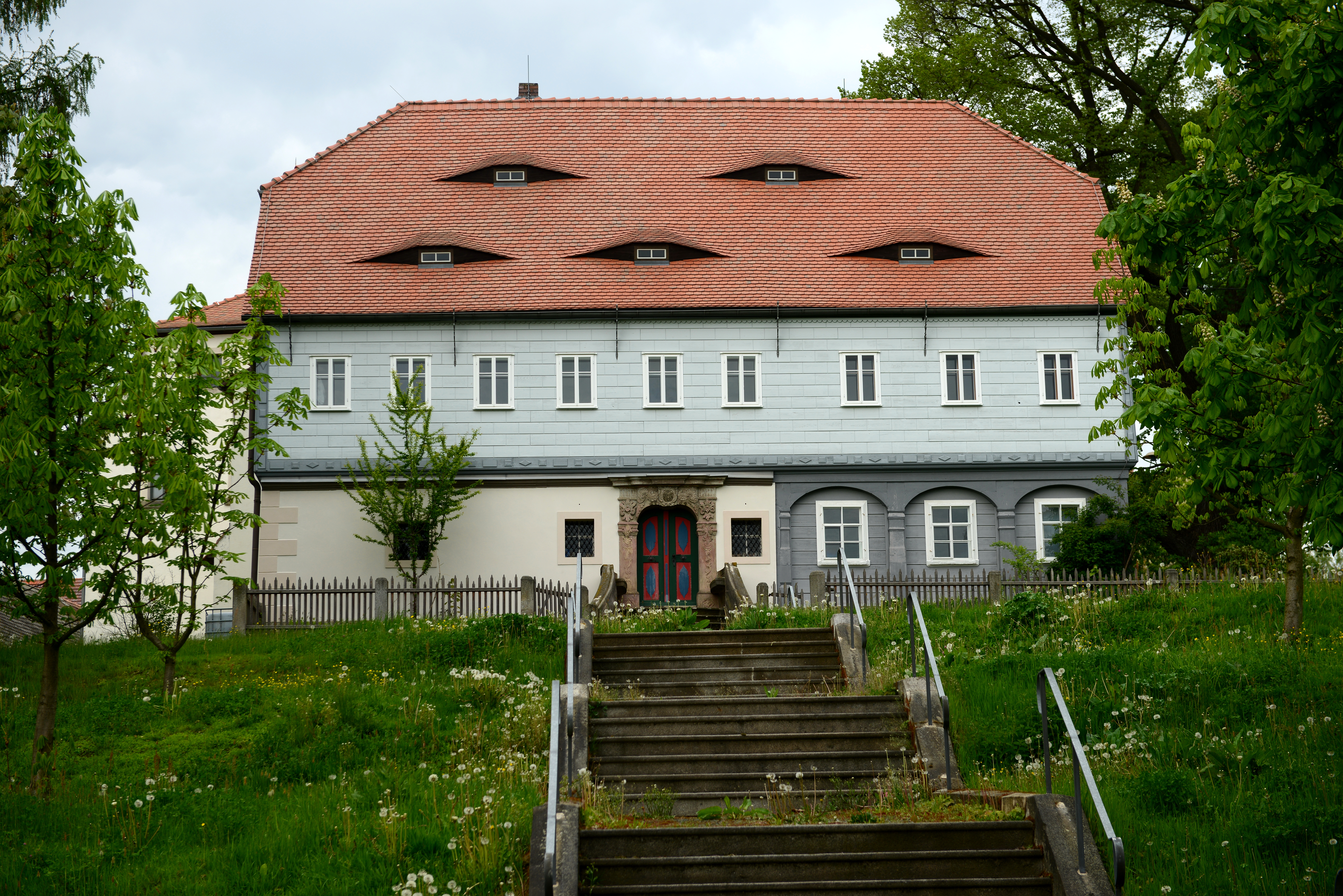
Umgebindehaus in Seifhennersdorf

Seifhennersdorf weist viele Umgebindehäuser auf.
Auf dem 429 m hohen Burgsberg (Hrádek) direkt hinter der Landesgrenze in Warnsdorf errichtete der Architekt Möller 1904 ein luxuriöses Ausflugsrestaurant. Dieses markante Objekt auf dem Hausberg von Seifhennersdorf und Warnsdorf verfiel nach 1945 immer mehr. In den letzten Jahren erfolgte durch einen grenzüberschreitenden Förderverein eine Sanierung des zur Ruine verkommenen Bauwerkes, das bereits zu einem großen Teil in seiner alten Schönheit wiederhergestellt werden konnte.
Im Stadtgebiet befindet sich neben dem Kindererholungszentrum „KiEZ Querxenland“ das Wald- und Erlebnisbad „Silberteich“.

### Museen

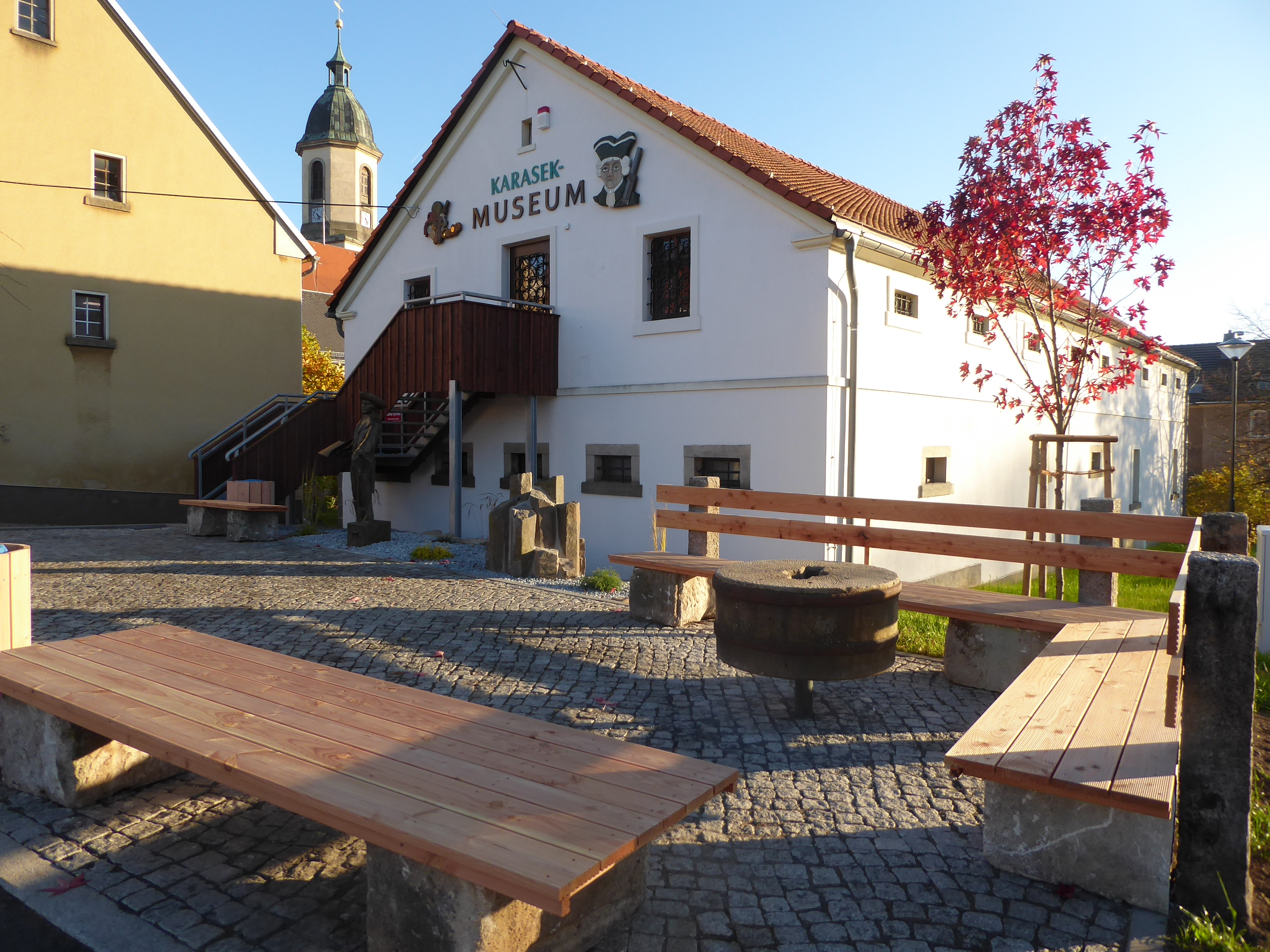
Karasek-Museum

Das Karasek-Museum befindet sich neben dem Rathaus und ist bekannt für eine original eingerichtete Oberlausitzer Heimatstube sowie die Darstellung des Räuber- und Schmugglerunwesens am Ende des 18. Jahrhunderts mit besonderer Erwähnung des Räuberhauptmanns Johannes Karasek.
Das private Eisenbahnmuseum der Familie Frey auf der Arno-Förster-Straße wurde am 9. Juni 2001 eröffnet. Neben einer H0-Modellbahnanlage, die eine Fläche von 22 m² aufweist, umfasst die Ausstellung des Fleischermeisters Frey weitere Modelleisenbahnen sowie Blechspielzeug.
In der Ortslage Läuterau kann die Puppensammlung der Familie Büttrich besichtigt werden. Das Puppenmuseum beherbergt mit 1700 Exemplaren die größte Puppensammlung Sachsens. Auf einer Ausstellungsfläche von 90 m² sind Puppen, Teddys sowie 30 Puppenstuben zu sehen.
Das „Mikroskopikum“, untergebracht in Räumen des Bulnheimschen Hofs unweit des Karasek-Museums, ist kein reines Museum, sondern eine von dem Geologen Dr. Andreas Braun geführte Einrichtung zur Publizistik über Geologie und Mikroskopie. Neben publizistischen Projekten werden hier Schulklassen, Kinder- und Feriengruppen aktiv in die Geologie der Region, die Mikroskopie und die Mikrofotografie eingeführt.

### Gedenkstätten
Ein Gedenkstein aus dem Jahre 1949 vor dem Rathaus erinnert an alle Opfer des Faschismus und von Krieg und Gewalt.
Zwei Gedenksteine in Seifhennersdorf, im Kindererholungszentrum und im Naturheilpark, erinnern an Ernst Thälmann.

### Unternehmen
Seifhennersdorf ist Standort des vormaligen VEB Bekleidungswerke Seifhennersdorf (Textilkombinat Cottbus) für Fallschirme (davor, seit 1938 Firma Henking), heute Spekon Sächsische Spezialkonfektion.
Aus dem vormaligen Klavierwerk Zimmermann wurde im Zuge der Reorganisation der Bechstein-Gruppe der erste Fertigungsstandort der in Berlin ansässig gewesenen Gruppe. Bechstein fertigt seither am Standort Seifhennersdorf mit ca. 280 Mitarbeitern (Stand Sommer 2020) Klaviere und Flügel der Marken C.Bechstein Concert und C.Bechstein Academy.

### Bildung
Seifhennersdorf verfügt über eine Grundschule, das Oberland-Gymnasium sowie eine Oberschule, um deren Fortbestehen ein jahrelanger Rechtsstreit geführt wurde. Die eigenmächtige Weiterführung des Schulunterrichts im Jahr 2012 durch einige Eltern, die häufig als „Schulrebellen“ bezeichnet wurden, wurde bundesweit bekannt. Seit 2015 werden wieder regulär neue fünfte Klassen gebildet.

### Naturschutz
- Siehe auch: Liste der Naturdenkmale in Seifhennersdorf

## Persönlichkeiten

### Söhne und Töchter der Gemeinde
- Gottfried Grünewald (um 1673–1739), Sänger, Cembalist und Komponist
- Johann Gottfried Häntzschel (1707–1748), evangelischer Theologe
- Rudolph Berndt (1838–1919), Direktor der Technischen Staatslehranstalten Chemnitz, der Vorgängereinrichtung der TU Chemnitz
- Bernhard Neumann (1867–1953), Chemiker
- Rudolf Otto Neumann (1868–1952), Hygieniker und Bakteriologe
- Bruno Paul (1874–1968), Architekt, Karikaturist im Simplicissimus, Jugendstilkünstler
- Anna Strohsahl (1885–1953), Politikerin (SPD), einziger weiblicher Ratsmann im Cuxhavener Stadtparlament
- Otto Jentsch (1898–1978), Ingenieur und von 1952 bis 1956 Rektor der Hochschule für Verkehrswesen Dresden
- Johannes Cieslak (1914–2003), Ofensetzer und Präses der Landessynode
- Rainer Roscher (1924–2017), Chorleiter und Organist
- Peter Mertens (* 1937), Wirtschaftsinformatiker
- Volkmar Böhm (1938–2007), Schlagersänger und Veranstaltungsorganisator
- Jürgen Cieslak (1942–2025), Ofensetzer und Denkmalpfleger
- Volker Bednara (* 1945), Oberst der Nationalen Volksarmee der DDR
- Volker Ruhland (1949–2021), deutscher Historiker
- Wolfgang Häntsch (* 1951), Schauspieler, Hörspiel- und Synchronsprecher
- Marie-Luise Lichtenthal (* 1959), Bühnenbildnerin und Kostümbildnerin
- Rica Reinisch (* 1965), Schwimmerin, 1980 Olympiasiegerin in Moskau
- Silke Grimm (* 1967), Politikerin (AfD), Landtagsabgeordnete und Unternehmerin

### Ehrenbürger
- Adolf Seiler († 1932), Schuldirektor
- 2000 Max-Heinz Farke (1913–2003), evangelischer Pfarrer
- 2001 Senol Yegin, türkischer Unternehmer, Firma SPEKON[19]
- 2008 Herbert Vogt, Maler